# Selección de fútbol de las Islas Turcas y Caicos
La selección de fútbol de las Islas Turcas y Caicos es el representativo nacional de este territorio de ultramar perteneciente al Reino Unido. Es controlada por la Asociación de Fútbol de las Islas Turcas y Caicos, perteneciente a la Concacaf, a la CFU y a la FIFA. Es una de las selecciones más débiles del mundo; la prueba de esto es que solo ha ganado cinco partidos en toda su historia. Estos fueron, primero, a la selección de Islas Caimán por 2-0 en 2006, luego a Santa Lucía, por 2-1, a las Islas Vírgenes Británicas por 2-0, por 4-3 a Bahamas (siendo este el partido que más goles ha marcado el equipo); posteriormente venció 3-2 a San Vicente y las Granadinas en 2018 y finalmente lograría un par de victorias frente al combinado de Sint Maarten por 5-2 (su mejor resultado internacional) y 3-2 respectivamente en 2019.

## Historia
Después de haber formado una asociación de fútbol en 1996 y haberse unido a la FIFA en 1998, esta selección hizo su primera aparición en una competición oficial, al haber entrado en las eliminatorias para la Copa Mundial de fútbol de 2002. En marzo del 2000, el equipo fue eliminado en primera ronda tras ser goleado por San Cristóbal y Nieves, siendo el global de un 14-0.
Para la Copa Mundial de fútbol de 2006, esta selección no tendría mucha suerte. En las eliminatorias, tendría que enfrentarse a Haití, siendo goleado por un marcador global de 7-0.
En 2007, la federación completó la construcción de su primer estadio, el Estadio Nacional de las Islas Turcas y Caicos, con la ayuda del Programa Gol de la FIFA, y se han comprometido a la construcción de una amplia base de participación de fútbol y apoyo.
El 6 de febrero de 2008, el equipo logró su primera victoria en las eliminatorias para una Copa Mundial por 2-1 contra Santa Lucía en el partido de ida, donde fue local, pero en el partido de vuelta, jugado el 26 de marzo de 2008, fue eliminado después de haber perdido el partido de vuelta 2-0 en Santa Lucía, siendo el marcador global de 3-2.
En la clasificación para la Copa Mundial de Fútbol de 2014 jugó la primera ronda contra su similar de Bahamas donde perdió primero como local en Providenciales por 0-4 y después cayendo goleado de visita en Nassau por 6-0; quedando fuera del certamen con un global de 10-0.
En la eliminatoria rumbo a Rusia 2018 jugó en la primera ronda ante su similar de San Cristóbal y Nieves donde perdió ambos juegos tanto en Providenciales como en Basse-Terre por el mismo marcador: 2-6, con la curiosidad de que es la eliminatoria a copas de mundo en la que han marcado más goles (4), pero quedaron eliminados.
En 2018, con la creación de la nueva Liga de Naciones Concacaf,Turcas y Caicos arrancaría en la clasificación para definir en cuál de las tres categorías (A, B, C) le correspondería, debutaría el 8 de septiembre en La Habana frente a Cuba donde tendría su peor resultado internacional al caer por 11:0, en octubre enfrentaría como local a Guyana donde volvería a ser goleado por 0:8, para finalizar el 2018 jugaría en noviembre nuevamente como local frente a San Vicente y las Granadinas donde sorpresivamente ganaría 3:2, y rompería una racha de 4 años sin victoria (última en 2014).
El 2019 comenzaría con un amargo resultado de 6:1 en contra frente a Bahamas, en un amistoso disputado en Nassau.
Turcas y Caicos finalizaría la clasificación de la Liga de Naciones frente a Islas Vírgenes Británicas, donde empataría 2:2 y así quedar en la Liga C de la Liga de Naciones.
Ya en la Liga de Naciones fue emparejada con Guadalupe y Sint Maarten, donde obtendría un saldo de 2 derrotas y 2 victoria sucesivamente (0:6, 0:10 y 5:2, 3:2)

## Uniformes anteriores
| 1999 | 1999 | 2004 | 2006 | 2008 Local | 2008 Visita | 2011 Local | 2014 Local |

| 2014 Visita | 2015 Local | 2015 Visita | 2018 Local | 2018 Visita | 2019 Local | 2019 Visita | 2022 Local |

| 2022 Visita | 2024 Local | 2024 Visita |

Fuentes:

## Últimos partidos y próximos encuentros
Actualizado al último partido jugado el 16 de agosto de 2025
| Fecha      | Ciudad         | Local                 | Resultado      | Visitante       | Competición                     |
| ---------- | -------------- | --------------------- | -------------- | --------------- | ------------------------------- |
| 09-09-2023 | Road Town      | I.V Británicas        | 3:1            | Turcas y Caicos | Liga Naciones Concacaf 23/24    |
| 12-09-2023 | Cockburn Town  | Turcas y Caicos       | 0:3            | Dominica        | Liga Naciones Concacaf 23/24    |
| 16-10-2023 | Providenciales | Turcas y Caicos       | 2:2            | I.V Británicas  | Liga Naciones Concacaf 23/24    |
| 20-11-2023 | Road Town      | Dominica              | 2:0            | Turcas y Caicos | Liga Naciones Concacaf 23/24    |
| 22-03-2024 | The Valley     | Anguila               | 0:0            | Turcas y Caicos | Clasificación Copa Mundial 2026 |
| 26-03-2024 | Cockburn Town  | Turcas y Caicos       | 1:1 (3:4 pen.) | Anguila         | Clasificación Copa Mundial 2026 |
| 04-09-2024 | Providenciales | Turcas y Caicos       | 0:2            | Anguila         | Liga Naciones Concacaf 24/25    |
| 07-09-2024 | Cockburn Town  | Turcas y Caicos       | 0:4            | Belice          | Liga Naciones Concacaf 24/25    |
| 12-10-2024 | Belmopán       | Anguila               | 1:2            | Turcas y Caicos | Liga Naciones Concacaf 24/25    |
| 15-10-2024 | Belmopán       | Belice                | 3:0            | Turcas y Caicos | Liga Naciones Concacaf 24/25    |
| 13-08-2025 | Springdale     | I. Vírg. de los EE.UU | 1:1            | Turcas y Caicos | Partido amistoso                |
| 14-08-2025 | Springdale     | Ozark United          | 3:3            | Turcas y Caicos | Partido Amistoso Híbrido        |
| 16-08-2025 | Springdale     | Turcas y Caicos       | 3:2            | Islas Marshall  | Partido amistoso                |

## Jugadores

### Última convocatoria
| 13 | POR | Pendieno Brooks         | 4 de enero de 2001 (24 años)      | 15 | 0  | SWA Sharks             |  |  |
| 1  | POR | Sebastian Turbyfield    | 19 de diciembre de 2002 (22 años) | 4  | 0  | SWA Sharks             |  |  |
| 23 | POR | Peterson Saint Fleurant | 21 de abril de 2007 (18 años)     | 0  | 0  | AFC Academy            |  |  |
|    |     |                         |                                   |    |    |                        |  |  |
| 4  | DEF | James Rene              | 2 de febrero de 1986 (39 años)    | 16 | 0  | Sin equipo             |  |  |
| 11 | DEF | Jepthe Francois         | 20 de marzo de 1999 (26 años)     | 11 | 1  | AFC Academy            |  |  |
| 18 | DEF | Cory Williams           | 22 de marzo de 2005 (20 años)     | 5  | 1  | Sin equipo             |  |  |
| 20 | DEF | Kristen Howell          | 8 de junio de 2006 (19 años)      | 3  | 0  | Flamingo               |  |  |
| 12 | DEF | Hency Gedeon            | 9 de junio de 2006 (19 años)      | 2  | 0  | Flamingo               |  |  |
| 19 | DEF | Ledson Jerome           | 28 de diciembre de 1998 (26 años) | 0  | 0  | SWA Sharks             |  |  |
| 22 | DEF | Ras Diamond             | 6 de julio de 1992 (33 años)      | 0  | 0  | Academy Eagles         |  |  |
|    |     |                         |                                   |    |    |                        |  |  |
| 3  | MED | Wildens Delva           | 15 de octubre de 1991 (33 años)   | 21 | 0  | SWA Sharks             |  |  |
| 5  | MED | José Elcius             | 6 de noviembre de 2000 (24 años)  | 17 | 1  | SWA Sharks             |  |  |
| 6  | MED | Widlin Calixte          | 21 de abril de 1990 (35 años)     | 15 | 2  | Beaches                |  |  |
| 14 | MED | Mackenson Cadet         | 20 de enero de 2000 (25 años)     | 11 | 0  | Hardin–Simmons Cowboys |  |  |
| 8  | MED | Markenley Amilcar       | 10 de diciembre de 1997 (27 años) | 10 | 1  | AFC Academy            |  |  |
| 2  | MED | Christopher Louisy      | 6 de abril de 2005 (20 años)      | 6  | 0  | Sin equipo             |  |  |
| 15 | MED | Callum Park             | 6 de diciembre de 2004 (20 años)  | 5  | 0  | SWA Sharks             |  |  |
|    |     |                         |                                   |    |    |                        |  |  |
| 10 | DEL | Lenford Singh           | 8 de agosto de 1985 (40 años)     | 24 | 1  | SWA Sharks             |  |  |
| 7  | DEL | Billy Forbes            | 13 de diciembre de 1990 (34 años) | 22 | 11 | Detroit City           |  |  |
| 9  | DEL | Raymond Burey           | 3 de septiembre de 1997 (27 años) | 6  | 0  | AFC Academy            |  |  |
| 17 | DEL | Junior Paul             | 14 de junio de 2001 (24 años)     | 6  | 4  | SWA Sharks             |  |  |
| 16 | DEL | Karl Shand              | 16 de agosto de 2001 (24 años)    | 3  | 1  | Sin equipo             |  |  |
| 21 | DEL | Wilkins Sylvain         | 20 de octubre de 1999 (25 años)   | 0  | 0  | AFC Academy            |  |  |

## Estadísticas

### Copa Mundial de Fútbol
| Copa Mundial de Fútbol | Copa Mundial de Fútbol  | Copa Mundial de Fútbol  | Copa Mundial de Fútbol  | Copa Mundial de Fútbol  | Copa Mundial de Fútbol  | Copa Mundial de Fútbol  | Copa Mundial de Fútbol  |
| Año                    | Ronda                   | J                       | G                       | E                       | P                       | GF                      | GC                      |
| ---------------------- | ----------------------- | ----------------------- | ----------------------- | ----------------------- | ----------------------- | ----------------------- | ----------------------- |
| 1930 - 1998            | No existía la selección | No existía la selección | No existía la selección | No existía la selección | No existía la selección | No existía la selección | No existía la selección |
| 2002                   | No clasificó            | No clasificó            | No clasificó            | No clasificó            | No clasificó            | No clasificó            | No clasificó            |
| 2006                   | No clasificó            | No clasificó            | No clasificó            | No clasificó            | No clasificó            | No clasificó            | No clasificó            |
| 2010                   | No clasificó            | No clasificó            | No clasificó            | No clasificó            | No clasificó            | No clasificó            | No clasificó            |
| 2014                   | No clasificó            | No clasificó            | No clasificó            | No clasificó            | No clasificó            | No clasificó            | No clasificó            |
| 2018                   | No clasificó            | No clasificó            | No clasificó            | No clasificó            | No clasificó            | No clasificó            | No clasificó            |
| 2022                   | No clasificó            | No clasificó            | No clasificó            | No clasificó            | No clasificó            | No clasificó            | No clasificó            |
| 2026                   | No clasificó            | No clasificó            | No clasificó            | No clasificó            | No clasificó            | No clasificó            | No clasificó            |
| 2030                   | Por disputarse          | Por disputarse          | Por disputarse          | Por disputarse          | Por disputarse          | Por disputarse          | Por disputarse          |
| Total                  | 0/23                    | -                       | -                       | -                       | -                       | -                       | -                       |

### Copa de Oro de la Concacaf
| Copa de Oro de la Concacaf | Copa de Oro de la Concacaf | Copa de Oro de la Concacaf | Copa de Oro de la Concacaf | Copa de Oro de la Concacaf | Copa de Oro de la Concacaf | Copa de Oro de la Concacaf | Copa de Oro de la Concacaf |
| Año                        | Ronda                      | J                          | G                          | E                          | P                          | GF                         | GC                         |
| -------------------------- | -------------------------- | -------------------------- | -------------------------- | -------------------------- | -------------------------- | -------------------------- | -------------------------- |
| 1963 - 1998                | No existía la selección    | No existía la selección    | No existía la selección    | No existía la selección    | No existía la selección    | No existía la selección    | No existía la selección    |
| 2000                       | No clasificó               | No clasificó               | No clasificó               | No clasificó               | No clasificó               | No clasificó               | No clasificó               |
| 2002                       | No participó               | No participó               | No participó               | No participó               | No participó               | No participó               | No participó               |
| 2003                       | No participó               | No participó               | No participó               | No participó               | No participó               | No participó               | No participó               |
| 2005                       | Se retiró                  | Se retiró                  | Se retiró                  | Se retiró                  | Se retiró                  | Se retiró                  | Se retiró                  |
| 2007                       | No clasificó               | No clasificó               | No clasificó               | No clasificó               | No clasificó               | No clasificó               | No clasificó               |
| 2009                       | No participó               | No participó               | No participó               | No participó               | No participó               | No participó               | No participó               |
| 2011                       | No participó               | No participó               | No participó               | No participó               | No participó               | No participó               | No participó               |
| 2013                       | No participó               | No participó               | No participó               | No participó               | No participó               | No participó               | No participó               |
| 2015                       | No clasificó               | No clasificó               | No clasificó               | No clasificó               | No clasificó               | No clasificó               | No clasificó               |
| 2017                       | No clasificó               | No clasificó               | No clasificó               | No clasificó               | No clasificó               | No clasificó               | No clasificó               |
| 2019                       | No clasificó               | No clasificó               | No clasificó               | No clasificó               | No clasificó               | No clasificó               | No clasificó               |
| 2021                       | No clasificó               | No clasificó               | No clasificó               | No clasificó               | No clasificó               | No clasificó               | No clasificó               |
| 2023                       | No clasificó               | No clasificó               | No clasificó               | No clasificó               | No clasificó               | No clasificó               | No clasificó               |
| 2025                       | No clasificó               | No clasificó               | No clasificó               | No clasificó               | No clasificó               | No clasificó               | No clasificó               |
| Total                      | 0/28                       | -                          | -                          | -                          | -                          | -                          | -                          |

### Liga de Naciones de la Concacaf
| Liga de Naciones de la Concacaf | Liga de Naciones de la Concacaf | Liga de Naciones de la Concacaf | Liga de Naciones de la Concacaf | Liga de Naciones de la Concacaf | Liga de Naciones de la Concacaf | Liga de Naciones de la Concacaf | Liga de Naciones de la Concacaf | Liga de Naciones de la Concacaf | Liga de Naciones de la Concacaf |
| Año                             | L                               | G                               | Ronda                           | J                               | G                               | E                               | P                               | GF                              | GC                              |
| ------------------------------- | ------------------------------- | ------------------------------- | ------------------------------- | ------------------------------- | ------------------------------- | ------------------------------- | ------------------------------- | ------------------------------- | ------------------------------- |
| 2019-20                         | C                               | D                               | Segundo lugar                   | 4                               | 2                               | 0                               | 2                               | 8                               | 17                              |
| 2022-23                         | C                               | A                               | Tercer lugar                    | 6                               | 3                               | 0                               | 3                               | 10                              | 16                              |
| 2023-24                         | C                               | C                               | Tercer lugar                    | 4                               | 0                               | 1                               | 3                               | 3                               | 10                              |
| 2024-25                         | C                               | B                               | Tercer lugar                    | 4                               | 1                               | 0                               | 3                               | 2                               | 10                              |
| Total                           | Total                           | Total                           | 4/4                             | 18                              | 6                               | 1                               | 11                              | 23                              | 53                              |

## Torneos regionales de la CFU

### Copa del Caribe
| Copa del Caribe | Copa del Caribe | Copa del Caribe | Copa del Caribe | Copa del Caribe | Copa del Caribe | Copa del Caribe | Copa del Caribe |
| Año             | Ronda           | J               | G               | E               | P               | GF              | GC              |
| --------------- | --------------- | --------------- | --------------- | --------------- | --------------- | --------------- | --------------- |
| 1989-1997       | No clasificó    | No clasificó    | No clasificó    | No clasificó    | No clasificó    | No clasificó    | No clasificó    |
| 1998            | Se retiró       | Se retiró       | Se retiró       | Se retiró       | Se retiró       | Se retiró       | Se retiró       |
| 1999            | No clasificó    | No clasificó    | No clasificó    | No clasificó    | No clasificó    | No clasificó    | No clasificó    |
| 2001            | No participó    | No participó    | No participó    | No participó    | No participó    | No participó    | No participó    |
| 2005            | Se retiró       | Se retiró       | Se retiró       | Se retiró       | Se retiró       | Se retiró       | Se retiró       |
| 2007            | No clasificó    | No clasificó    | No clasificó    | No clasificó    | No clasificó    | No clasificó    | No clasificó    |
| 2008            | No clasificó    | No clasificó    | No clasificó    | No clasificó    | No clasificó    | No clasificó    | No clasificó    |
| 2010            | No clasificó    | No clasificó    | No clasificó    | No clasificó    | No clasificó    | No clasificó    | No clasificó    |
| 2012            | No clasificó    | No clasificó    | No clasificó    | No clasificó    | No clasificó    | No clasificó    | No clasificó    |
| 2014            | No clasificó    | No clasificó    | No clasificó    | No clasificó    | No clasificó    | No clasificó    | No clasificó    |
| 2016            | No participó    | No participó    | No participó    | No participó    | No participó    | No participó    | No participó    |
| Total           | 0/19            | -               | -               | -               | -               | -               | -               |

## Entrenadores
- Gino Pacitto (1999-2000)
- Paul Crosbie (2004)
- Charles Cook (2006)
- Matthew Green (2006-2008)
- Gary Brough (2011-2013)
- Steve Kendrew (2014)
- Oliver Smith (2015)
- Craig Harrington (2018)
- Matthew Barnes (2018-2019)
- Omar Edwards (2019-2022)
- Keith Jeffrey (2022-2023)
- Hayden Mullins (2023)
- Ricky Hall (2023-2024)
- Aaron Lawrence (2024-)

Fuente: Transfermarkt